# Richard Schuh
Richard Schuh (* 2. Oktober 1920 in Remmingsheim; † 18. Februar 1949 in Tübingen) war ein Raubmörder und der letzte durch die westdeutsche Justiz (ausgenommen West-Berlin) hingerichtete Verbrecher.

## Leben
Schuh war gelernter Mechaniker, hatte im Zweiten Weltkrieg bei der Luftwaffe gedient und war später in amerikanische Kriegsgefangenschaft gekommen. Nach der Entlassung schlug er sich mit Gelegenheitsarbeiten durch. Vor der Währungsreform 1948 hatte die Reichsmark die zentralen Geldfunktionen verloren. Da er sich auf diese Weise seinen Lebensunterhalt nur mühsam sichern konnte, ermordete er am 28. Januar 1948 bei Herrenberg einen LKW-Fahrer, um an die neuen Reifen von dessen Fahrzeug zu gelangen und sie auf dem Schwarzmarkt zu verkaufen.
Schuhs Tat wurde schnell aufgeklärt. Er wurde verhaftet und im Mai 1948 vom Landgericht Tübingen zum Tode verurteilt. Schuhs Revision sowie Gnadengesuche naher Verwandter und sogar des Direktors des Gefängnisses, in dem Schuh einsaß, blieben wirkungslos: Eine Umwandlung des Urteils in lebenslange Freiheitsstrafe lag in den Händen des Staatspräsidenten von Württemberg-Hohenzollern, Gebhard Müller, eines Befürworters der Todesstrafe.
Schuh wurde am 18. Februar 1949 um sechs Uhr morgens im Innenhof des Gefängnisses in der Tübinger Doblerstraße 18 mit einer Guillotine hingerichtet. Während der Hinrichtung wurde die kleine Rathausglocke geläutet. Schuh selbst hatte erst am Abend zuvor davon erfahren. Schuhs Leichnam wurde dem anatomischen Institut der Universität Tübingen übergeben. Das Fallbeil ist im Strafvollzugsmuseum Ludwigsburg ausgestellt.